# Útěchovice pod Stražištěm
Útěchovice pod Stražištěm település Csehországban, a Pelhřimovi járásban. Útěchovice pod Stražištěm Buřenice, Velká Chyška, Bratřice, Vyklantice és Lesná településekkel határos. Lakosainak száma 115 fő (2024. január 1.).

## Népesség
A település lakosságának változását az alábbi diagram mutatja:
| Lakosok száma | 290  | 302  | 253  | 169  | 161  | 123  | 105  | 100  | 101  | 115  |
|               | 1869 | 1890 | 1921 | 1950 | 1980 | 2001 | 2017 | 2019 | 2022 | 2024 |